# Daniel Moreno
Daniel Moreno Fernandez (født 5. september 1981 i Madrid) er en spansk tidligere professionel cykelrytter.

## Største sejre
- 2013 – Vinder af semi-klassikeren Flèche Wallonne
- 2011 – Vinder af 4. etape af Vuelta a España
- 2008 – Vinder af 1. etape af Baskerlandet rundt